# Liste der Einträge im National Register of Historic Places im Crittenden County (Kentucky)

Lage des Crittenden County in Kentucky

Die Liste der Einträge im National Register of Historic Places im Crittenden County in Kentucky führt die Bauwerke und historischen Stätten im Crittenden County auf, die in das National Register of Historic Places aufgenommen wurden.
| [ 2 ] | Name                       | Bild                       | Eintragsdatum        | Lage                                                                   | Ort    | Beschreibung |
| ----- | -------------------------- | -------------------------- | -------------------- | ---------------------------------------------------------------------- | ------ | ------------ |
| 1     | Fohs Hall                  | Fohs Hall                  | 1982 ID-Nr. 82002682 | 143 North Walker Street 37° 20′ 2″ N, 88° 4′ 44″ W                     | Marion |              |
| 2     | Frances School Gymnasium   | Frances School Gymnasium   | 1993 ID-Nr. 93000046 | 100 Elementary Circle 37° 13′ 7″ N, 88° 8′ 42″ W                       | Marion |              |
| 3     | Weston Bluff Skirmish Site | Weston Bluff Skirmish Site | 1998 ID-Nr. 98000937 | Entlang des Ohio River nördlich von Weston 37° 28′ 34″ N, 88° 4′ 10″ W | Weston |              |